# 生駒丸 (2代)
生駒丸（いこままる）は、関西汽船が運航していたフェリー。本項目では1990年に就航した2代目を取り扱う。

## 概要
生駒丸 (初代)の代船として来島どっくで建造され、1990年12月4日に就航した。共有建造制度を利用して建造された船舶整備公団との共有船である。
明石海峡大橋開通による関西汽船のジャンボフェリー共同運航からの撤退で1998年4月に引退、係船された。
その後、海外売船され、インドネシアでKMP.TRIMAS KANAYAとして、スンダ海峡を横断する航路に就航していた。

## 航路
- 神戸港（東神戸フェリーセンター） - 高松港（高松東港）

ジャンボフェリーとして加藤汽船と共同運航を行っており、関西汽船は本船と六甲丸、加藤汽船はりつりん2、こんぴら2が運航されていた。

## 設計
先に建造された六甲丸 (2代)の同型船であるが、六甲丸の使用実績を反映して船内配置などが変更され、旅客定員が約5割増やされた。本船の就航に合わせ六甲丸も旅客定員を450名としている。船首および船尾にランプを装備しており、ファンネルは1本で左舷に寄せられている。

## 船内

### 船室
- 1等室- 4名×10室、40名
- 2等室 - 268名